# Macrodes gyges
Macrodes gyges là một loài bướm đêm trong họ Noctuidae.